# Bikini

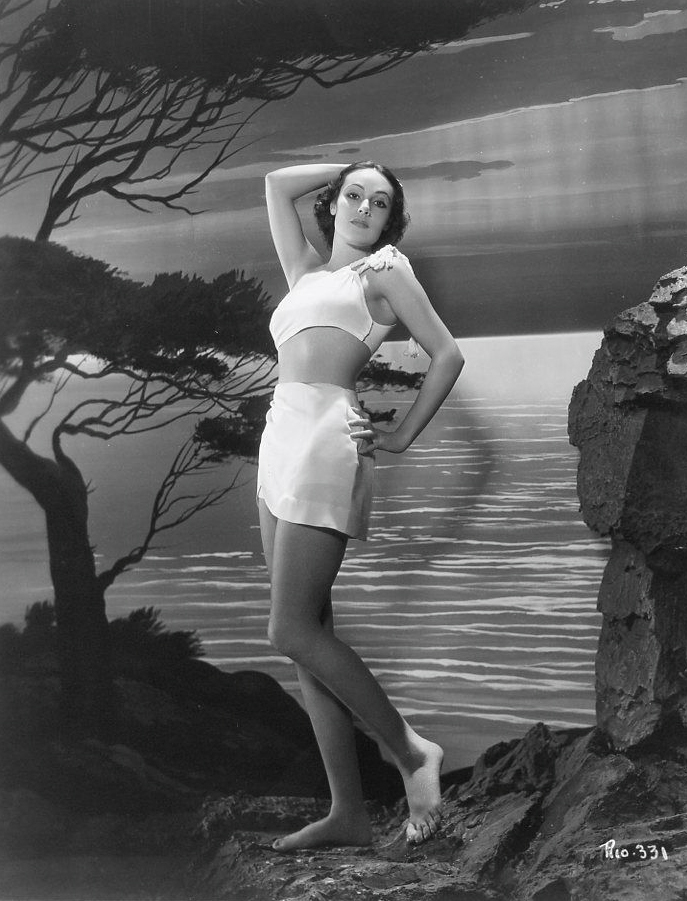
La actriz mexicana Dolores del Río posando en una fotografía publicitaria para la película In Caliente (1935). Del Río se convirtió en una pionera del traje de baño de dos piezas al ser la primera mujer de gran relevancia en portarlo.

El bikini o biquini (del inglés bikini y este del topónimo Bikini, un atolón situado en el Pacífico) es un traje de baño femenino compuesto por un sujetador y una braguita ceñida. Fue creado en 1946 por el ingeniero automovilístico francés Louis Reard.
También se denomina biquini a la ropa interior femenina más pequeña que la habitual, parecida a la prenda de baño, salvo por la clase de tejido con que se realiza.

## Antecedentes históricos

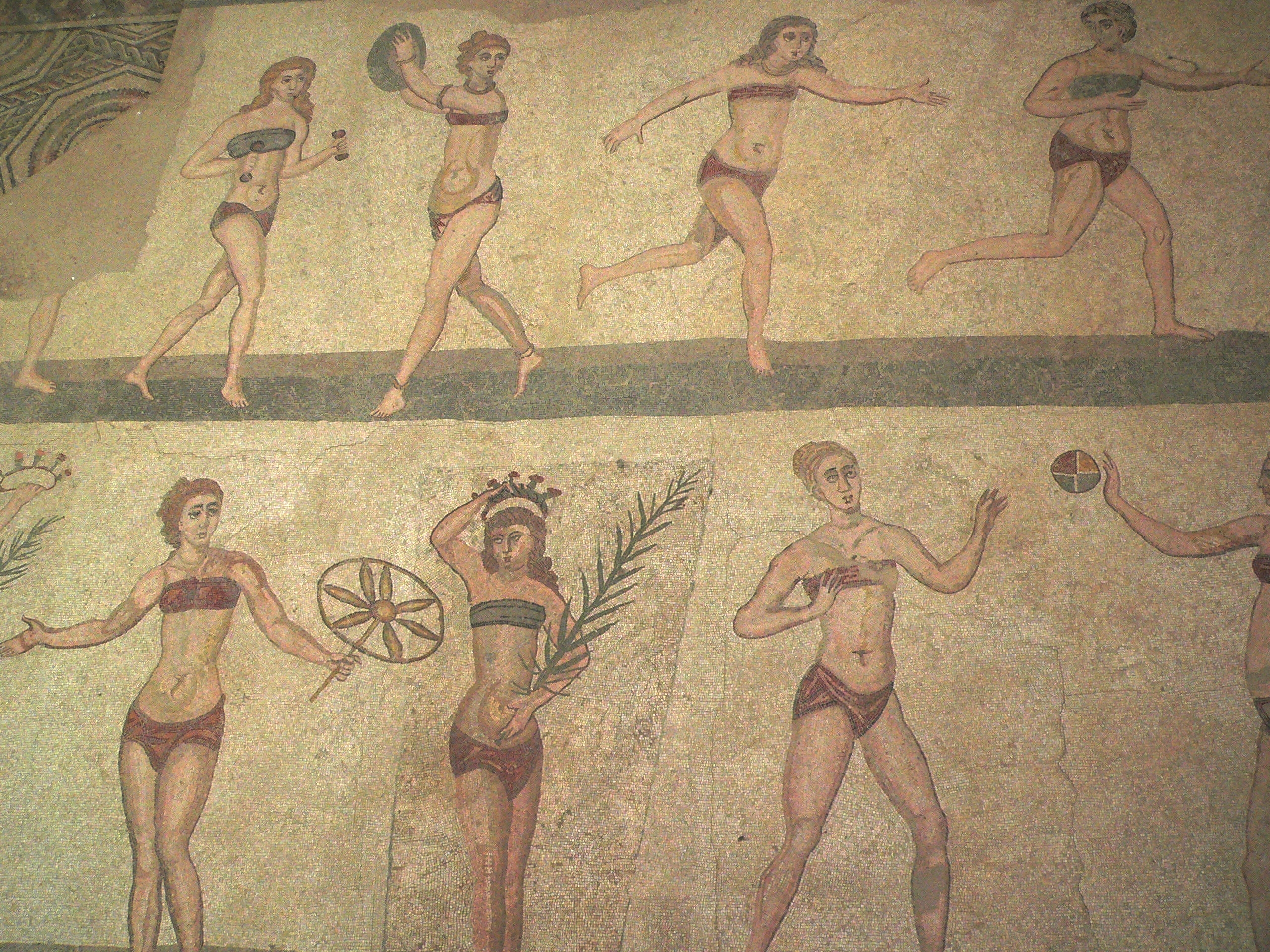
Mosaico de la villa romana del Casale.

Si bien el bikini es una prenda de creación reciente, se usaron prendas de diseño similar en épocas anteriores, aunque su uso no estaba destinado al baño sino al deporte. Las atletas de la Antigua Grecia utilizaban a veces una pieza de tela denominada mastodeton (en griego, μαστόδετον), que les cubría los pechos y cuyo uso llegará hasta la Alta Edad Media. 
Se conservan un buen número de mosaicos de los siglos III y IV d. C. en que aparecen mujeres en «bikini», siendo los más conocidos los de la villa romana del Casale, Sicilia. Figuras semejantes se han encontrado en otros puntos de la isla, así como en Tellaro, al norte de Italia. 

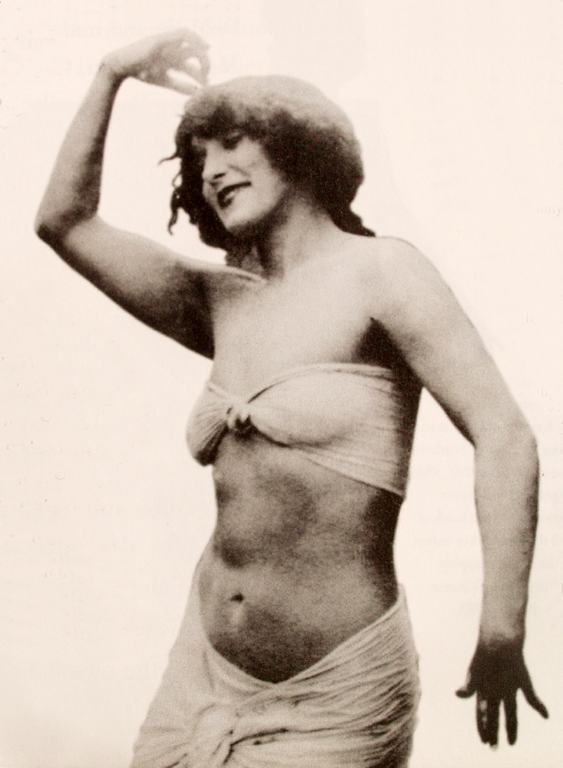
Annette Kellerman con un traje de estilo olímpico en A Daughter of the Gods (1916).

En 1913, influido tal vez por la llegada de las mujeres a la natación olímpica, el diseñador Carl Jantzen realizó un primer bañador de dos piezas, consistente en un pantalón corto y una especie de camiseta de mangas también cortas en la parte de arriba.
Ya en los años 20 y 30, con el desarrollo de nuevos materiales, especialmente el látex y el nailon, los fabricantes comienzan a rebajar los escotes, eliminar las mangas y ajustar la figura femenina. No obstante, el hecho de enseñar el ombligo en público seguía siendo considerado indecente.

## Primeros momentos y evolución
Louis Reard era un ingeniero automotriz que se hizo cargo del negocio de lencería de su madre en la década de 1940 y se convirtió en diseñador de ropa cerca de Les Folies Bergères en París. Estando en las playas de Saint Tropez, notó que las mujeres se enrollaban los bordes de sus trajes de baño para broncearse mejor, lo que lo inspiró a diseñar un traje de baño con el estómago expuesto.
En mayo de 1946, el diseñador francés Jacques Heim produjo un traje de baño de dos piezas al que llamó "Atome" anunciándolo como el "traje de baño más pequeño del mundo". La parte inferior del traje de baño de Heim era lo suficientemente grande como para cubrir por encima del ombligo de la usuaria. Réard produjo rápidamente su propio diseño de traje de baño, que era un bikini de tiras que constaba de cuatro triángulos, dos para cubrir los pechos, uno para parte superior de los glúteos y otro para la zona pélvica, hechos con solo 194 cm² de tela con estampados de periódico.
Cuando Reard quiso presentarlo en la piscina del hotel Melitor, se encontró con el inconveniente de que ninguna modelo profesional se atrevía a lucirlo en público, teniendo que recurrir finalmente a Micheline Bernardini (estríper del Casino de París), quien le advirtió que el desfile previsto para el 5 de julio de 1946 iba a ser una bomba más potente que la que, cinco días antes, el Gobierno de Estados Unidos había detonado en el atolón de Bikini.

Beatriz de Lenclós en bikini en las playas de Benidorm, 1955

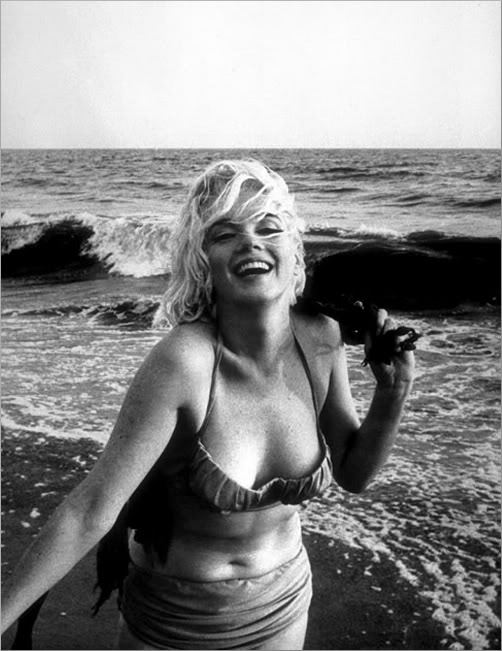
Marilyn Monroe posando con un bikini en 1962.

El escandaloso traje de baño de dos piezas no acabó de popularizarse hasta 1960: Brigitte Bardot, icono de la moda y símbolo sexual de los años cincuenta y sesenta, se exhibe con él ante los fotógrafos (a veces incluso sin el sostén) en las playas de Cannes y Saint-Tropez; Marilyn Monroe, Jane Fonda…; Brian Hyland despierta con su tema Itsy Bitsy Teenie Weenie Yellow Polkadot Bikini de 1960 el gusto entre las adolescentes estadounidenses por una prenda que, verano a verano, evolucionará hasta alcanzar su mínima expresión —el microkini— ya a mediados de los años noventa.
Mientras que en Francia se difundió rápidamente como símbolo de liberación femenina, en otros países como España ―en plena Represión franquista―, Italia (también de arraigada moral católica) o Estados Unidos ―fuertemente instalados en el puritanismo―, tardó años en ser aceptado.
Se considera que la primera mujer española que posó en bikini fue la actriz Beatriz de Lenclós, en las playas de Benidorm en 1953, bajo pena de excomunión. 
En países con mayoría de población musulmana su uso sigue siendo problemático, especialmente debido a la influencia del wahabismo. En Marruecos se presiona a algunas mujeres a abandonar su uso en favor del burkini o «traje de baño islámico». En 2013, el emirato de Ras al Jaima colocó paneles en las playas públicas que instan —bajo amenaza de sanción— a las mujeres a no llevar bikini (y a los hombres a no usar bañador ajustado o tipo slip), con el texto: «Los visitantes de la playa tienen que respetar la moral y comprometerse con el recato».

## Variaciones
Desde su creación, los diseñadores de moda han modificado el biquini original creando prendas de baño femeninas basadas en su diseño. El microkini es la variante más reducida y está compuesto también por dos piezas. El monokini (o monobikini) se reduce a la mitad inferior de un bikini. 
El skirtini añade una falda corta, o a veces una braga provista de un volante que hace el mismo efecto visual. El sling bikini está formado por una sola pieza, un tanga que se sujeta por los hombros a través de tiras de anchura diversa. Finalmente, el triquini es básicamente un biquini cuyas dos piezas están unidas por delante con una tira o banda.

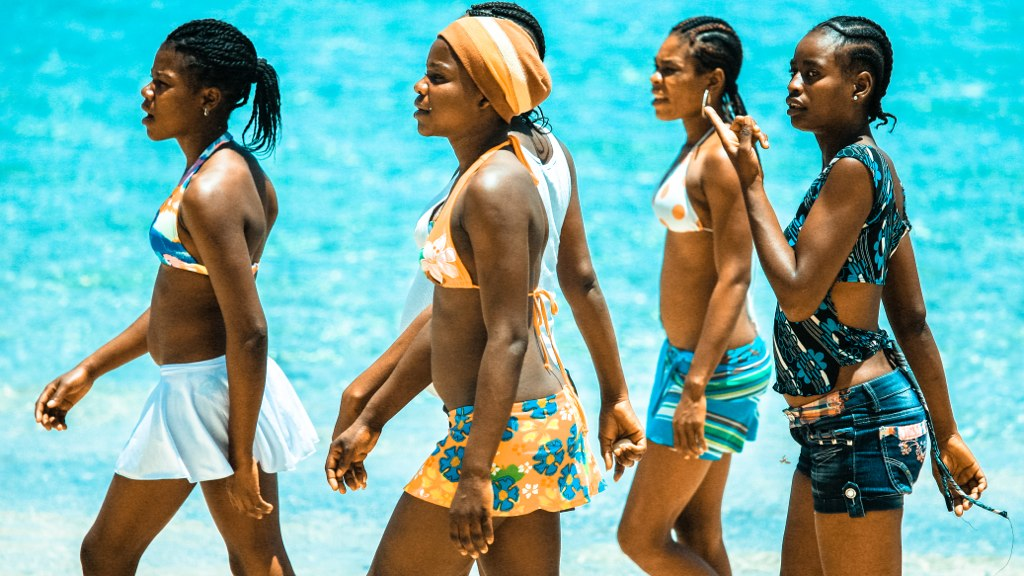
Skirtini.
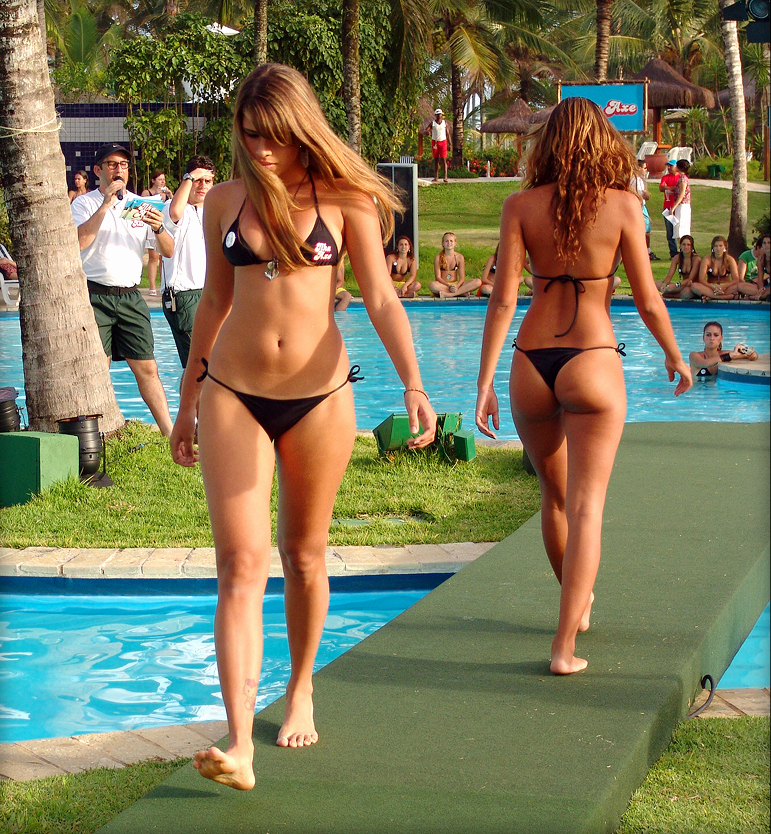
Dos mujeres modelando versiones actuales del bikini.

## El bikini como prenda deportiva
El biquini se utiliza en varias modalidades deportivas como atletismo, culturismo, windsurf o vóley-playa, después de haber sido aprobado como indumentaria oficial para la práctica de este último en 1994 por la FIVB (Federación Internacional de Voleibol), si bien por razones de comodidad y de hidrodinámica la mayoría de las nadadoras sigue usando el bañador de una pieza.